# 앤서니 W. 가디너

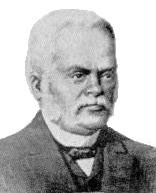
앤서니 W. 가디너

앤서니 윌리엄 가디너(Anthony William Gardiner, 1820 - 1885)는 제9대 라이베리아 대통령을 역임한 정치인이다. 트루 휘그당 소속이었다.
1820년 미국 버지니아주 사우샘프턴군에서 태어나 1831년 미국식민협회의 지원으로 라이베리아로 이주했다. 1847년 라이베리아에서 법학 학위를 받고 라이베리아 독립 선언과 헌법 제정에 참여했다. 이후 라이베리아 초대 사법장관과 하원의원을 역임했다.
1878년부터 대통령으로 재임하였는데, 이 시기에는 서아프리카의 식민지를 확장하던 유럽 제국들과 라이베리아 주권을 지켜 영향력을 유지하려던 미국 간의 알력이 있었다. 영국은 오늘날 라이베리아와 시에라리온의 국경 일부를 이루는 마노(Mano) 강 이서 지역을 차지하려 외교관을 보내어 압박을 주었고, 독일 제국은 크루족 거주 지역에서 일어난 공격 사건을 빌미로 해군을 보내어 라이베리아를 위협하기도 하였다. 1883년 건강을 이유로 가디너가 사임한지 2달만에 마노강 이서 지역은 영국에 의해 시에라리온으로 병합되었다.

## 역대 선거 결과
| 선거명      | 직책명              | 대수 | 정당        | 득표율 | 득표수 | 결과 | 당락 |
| ----------- | ------------------- | ---- | ----------- | ------ | ------ | ---- | ---- |
| 1871년 선거 | 라이베리아의 부통령 | 7대  | 공화당      | 0%     | -표    | 1위  |      |
| 1873년 선거 | 라이베리아의 부통령 | 7대  | 공화당      | 0%     | -표    | 1위  |      |
| 1877년 선거 | 라이베리아의 대통령 | 9대  | 트루 휘그당 | 0%     | -표    | 1위  |      |
| 1879년 선거 | 라이베리아의 대통령 | 9대  | 트루 휘그당 | 0%     | -표    | 1위  |      |
| 1881년 선거 | 라이베리아의 대통령 | 9대  | 트루 휘그당 | 0%     | -표    | 1위  |      |

## 같이 보기
- 라이베리아의 역사